# 中禅寺先生物怪講義録 先生が謎を解いてしまうから。
『中禅寺先生物怪講義録 先生が謎を解いてしまうから。』（ちゅうぜんじせんせいもののけこうぎろく せんせいがなぞをといてしまうから）は、志水アキによる日本の漫画作品。（8巻以降、および過去の巻に遡って）脚本に田村半蔵がクレジットされている。『少年マガジンエッジ』（講談社）にて、2019年11月号から2023年11月号まで連載。同誌の休刊に伴い、『コミックDAYS』（同）へ移籍して2023年12月から連載中。
京極夏彦の小説『百鬼夜行シリーズ』のコミカライズであり、原作小説にないオリジナルストーリーのスピンオフ作品。『百鬼夜行シリーズ』の著者公認シェアード・ワールドシリーズ『薔薇十字叢書』の一つという位置づけをとっている。2018年までは志水により原作小説のコミカライズが行われており、『鉄鼠の檻』が完結した後、本作の連載が始まった。中禅寺秋彦が古本屋「京極堂」の主人となる以前、高校の国語講師だったころを描いたストーリー。
2025年4月から6月までテレビアニメがテレビ東京ほかにて放送された。

## あらすじ
終戦から3年、昭和23年。日下部栞奈は新制高校2年生に進級した。ある生徒が、夜の旧校舎の図書室で幽霊を見たことで、呪い殺されるかもしれないと不安に駆られる。話を聞いた栞奈は、確認のために訪れ、同じように幽霊を目撃する。だが真相がわかれば、不思議なことなど何もなかった。この出来事は、栞奈が幽霊を退治したとして伝わり、それからというもの、栞奈はたびたび中禅寺先生に相談を持ち掛けるようになり、先生の奇妙な友人たちとも交流を持つようになる。

## 登場人物
声の項はテレビアニメ版の声優。
日下部栞奈（くさかべ かんな）
声 - 前田佳織里
本作の主人公。東京都立美戸川高校2年の女生徒（昭和23年、新制制度2年目）。中禅寺秋彦の教え子。父親は医者。読書と甘味が好き。愛読書は宇多川崇の小説。
図書室の幽霊を退治したということにされてしまい、不思議な出来事が起こるたびに中禅寺先生に相談を持ち掛ける。
中禅寺先生を介して、榎木津、木場、関口、敦子などとも知り合う。学校内外で発生する怪事件を中禅寺に解決して貰うのだが、自分が表に出て面倒が増えるのを嫌った先生に関与を口止めされており、その状態で事後の説明を強いられた結果、級友から除霊能力を持った「心霊探偵」扱いされる羽目になる。
心霊探偵として調子に乗り、中禅寺先生からお説教をくらうこともある。主人公だが、彼女の登場しないエピソードもある。
中禅寺秋彦
声 - 小西克幸
不愛想な国語講師。
美戸川高校旧校舎の図書準備室は隠し部屋になっており、戦中の検閲を嫌っていた先任の教師が処分されそうな本を隠していた。校長の許可を得て図書準備室の本を閲覧していたが、夜に中禅寺を目撃した生徒によって、図書室の幽霊として話題になっていた。
後に講師を辞め、古本屋「京極堂」を開業する。シリーズ第1作『姑獲鳥の夏』は昭和27年の出来事。

### シリーズ主要人物
榎木津礼二郎
声 - 立花慎之介
左眼に眼帯をつけた美青年。兄の経営するジャズバーでギターを弾いている。初登場は2話（赤い紙、青い紙事件）。特別編では音楽講師。
関口巽
声 - 西地修哉
粘菌の研究者であり、作家。初登場は2話、本格登場は8話（ドッペルゲンガー事件）。特別編では生物講師。
木場修太郎
声 - 星野貴紀
派出所勤務の警官。初登場は5話（青マント事件）。特別編では日本史講師。
中禅寺敦子
声 - 降幡愛
学生。兄夫婦と同居している。初登場は11話（神隠し事件）。
中禅寺千鶴子
声 - 茅野愛衣
初登場は13話（神隠し事件）。実家は京都の京極堂という和菓子屋である。
石榴
声 - 森永千才
金華猫。初登場は14話。中禅寺家の飼い猫となる。
榎木津総一郎
声 - 宮本充
実業家。初登場は16話（葛籠男事件）。2021年時点で原作未登場のキャラクターであり、コミカライズで先に登場を果たした。
今川雅澄
声 - 加瀬康之
骨董店の店主代理。初登場は16話（葛籠男事件）。
伊佐間一成
声 - 千葉進歩
初登場は19話（海軍時代の回想）。
鳥口守彦
初登場は25話。赤井書房に就職して3ヶ月目。たまたま喫茶店で中禅寺と関口の会話を聞く。
雪絵
声 - 佐倉薫
初登場は26話（幽霊屋敷事件）。千鶴子の友人。関口巽とはまだ結婚していないようである。
降旗弘
30話の榎木津・木場の回想で、学生時代の彼が登場する。
青木文蔵
警視庁捜査一課の刑事。木場の後輩。初登場は33話（浄火党事件）。

### その他の登場人物
蓑田静江
声 - 小笠原早紀
栞奈からはしぃちゃんと呼ばれる。栞奈の友人の女生徒。七三をヘアピンで留めている。1話から登場。
タケ坊
声 - 羽多野渉
初登場は2話（赤い紙青い紙事件）。男子生徒。空手部所属。
幸子
声 - 高橋花林
1話に登場。図書室の幽霊を目撃して、呪い殺されると怯える。
白石先生
声 - 大原さやか
手芸部顧問。初登場は2話。一見するときつい性格のようだが、実は生徒想い。
竹熊先生
声 - 屋良有作
空手部顧問。
御薙麗子
声 - 広橋涼
令嬢。華族制度が終わり、元使用人の実業家と結婚した。青マント事件の重要人物。
連城花代
声 - 藤井ゆきよ
女生徒。ドッペルゲンガーを目撃する。
鵜久森綾乃
声 - 福原綾香
別のクラスの女生徒。資産家の娘。才色兼備で歌も上手い。神隠しに遭う。
涼子
声 - 赤尾ひかる
女生徒。髪型は二つ結い。両親は徳島出身。おみくじで凶ばかり引き不安に駆られる。
武園秋倫
男子生徒。武園家の次男。 栞奈に遺言状探しを依頼する。

## 書誌情報
- 志水アキ（漫画）・京極夏彦（Founder）・田村半蔵（脚本）『中禅寺先生物怪講義録 先生が謎を解いてしまうから。』講談社〈マガジンエッジKC〉、既刊11巻（2025年3月8日現在）
  1. 2020年7月17日発売[6][15]、ISBN 978-4-06-520247-0
  2. 2020年8月17日発売[16]、ISBN 978-4-06-520514-3
  3. 2021年3月17日発売[17]、ISBN 978-4-06-522668-1
  4. 2021年7月15日発売[18]、ISBN 978-4-06-524160-8
  5. 2022年2月17日発売[19]、ISBN 978-4-06-526848-3
  6. 2022年8月17日発売[20]、ISBN 978-4-06-528958-7
  7. 2023年4月17日発売[21]、ISBN 978-4-06-531367-1
  8. 2023年10月17日発売[2]、ISBN 978-4-06-533359-4
  9. 2024年5月9日発売[22]、ISBN 978-4-06-535576-3
  10. 2024年10月8日発売[23]、ISBN 978-4-06-537212-8
  11. 2025年3月7日発売[24]、ISBN 978-4-06-538737-5

## テレビアニメ
2024年10月にテレビアニメ化が発表され、2025年2月28日にはメインビジュアルと第1弾PVが公開された。2025年4月から6月までAT-Xほかにて放送された。

### スタッフ
- 原作 - 志水アキ、田村半蔵、京極夏彦[9]
- 監督 - 熊野千尋[9]
- アニメーション構成 - 岡篤志[9]
- キャラクターデザイン - 鈴木政彦[9]
- メインデザイナー - 久我嘉輝[25]
- プロップデザイン - 雅彩アズサ、haseko、コノハ、植田えりか、篠宮よう、武半慎吾・柳瀬敬之（第7話）
- 美術監督・ボード作業 - 李書九[25]
- 美術監督 - 大崎裕治（第2、8話）、野村涼香（第4話）、齋藤大雅（第6、12話）、筒井典子・三枝孝行（第10話）
- 美術設定 - 姜美香[25]
- 色彩設計 - のぼりはるこ[25]
- 撮影監督 - 山脇奈々実[25]
- 編集 - 小口理菜（imagicaEMS）[25]
- CGディレクター - 内藤博高
- 音響監督 - 亀山俊樹[12]
- 音響効果 - 小林亜衣里、野崎博樹[25]
- 音響制作 - ビットグルーヴプロモーション[12]
- 音楽 - 広川恵一（MONACA）、高田龍一（MONACA）[12]
- 音楽制作 - PONY CANYON[12]
- 音楽プロデューサー - 坂本彩
- プロデューサー - 末田裕美、立野智弘、飯塚彩、中村暢
- アニメーションプロデューサー - 髙田祐樹
- アニメーション制作 - 100studio[9]
- 製作 - 【中禅寺先生物怪講義録 先生が謎を解いてしまうから。】製作委員会

### 主題歌
「彼女は今、迷宮の中。」
HoneyWorks feat.花譜によるオープニングテーマ。作詞・作曲・編曲はHoneyWorksとMARUMOCHI。
「君の知らないこと」
Sizukによるエンディングテーマ。作詞はしほり、作曲は俊龍、編曲はANCHOR、歌はAYAME。

### 各話リスト
| 話数   | サブタイトル                   | シナリオ     | 絵コンテ | 演出                | 作画監督 | 総作画監督 | 初放送日      |
| ------ | ------------------------------ | ------------ | -------- | ------------------- | --- | --- | ------------- |
| 第1話  | 仏頂面な新任講師               | 岡篤志       | 熊野千尋 | 熊野千尋            | 柳田幸平 古泉龍五 丹羽康利 服部益実 宇佐美果歩 天草星流 山吉香奈 吉澤実布由 田仲康二                                                 | 鈴木政彦 | 2025年 4月7日 |
| 第2話  | 赤い紙・青い紙                 | 岡篤志       | 熊野千尋 | 布施康之            | Na Yumin Le Seong jae Kim Suho Song Jinyeong                                                                                         | 下条愛 山吉香奈 吉澤実布由 木村奈波                                                                                           | 4月14日       |
| 第3話  | 青マントの男                   | 一ツ松だんご | 熊野千尋 | 森田多朗            | 中尾香奈美 宮田瑞生 grain BEEP | 吉澤実布由 木村奈波 田仲康二 下条愛                                                                                           | 4月21日       |
| 第4話  | 真夏の神のいたずら             | 岡篤志       | 原恵一   | 熊野千尋            | 柳田幸平 吉澤実布由 木村奈波 山崎瞳 松本幸恵 田仲康二 兼村萌恵 山田優衣 下条愛 山吉香奈 周婧                                         | 鈴木政彦 | 4月28日       |
| 第5話  | ドッペルゲンガー               | 鏡ユキ       | 三浦和也 | 高成喆              | Kim Myeongsim Jo Sohyeon | 今木宏明 山吉香奈 木村奈波 吉澤実布由 田仲康二 下条愛 山口綾加 兼村萌恵 松本幸恵 柳元絵梨子 匣崎由希 金子菜月 木下真梨子 周婧 | 5月5日        |
| 第6話  | 開けてはいけない葛籠           | 一ツ松だんご | 関野関重 | 村山靖              | 野口智也 横山隆 池田歩 河西睦月 高橋香織 橋本穂高 安藤勘作 LIKAI STUDIO                                                              | - | 5月12日       |
| 第7話  | 化け猫の来訪                   | 岡篤志       | 原恵一   | 佐土原武之          | 石井麻衣 小西亜実 Lee Mi Kyung Sin Su Lyeon Park Joo Hyun 野上真也                                                                   | 吉澤実布由 木村奈波 松本幸恵 兼村萌恵 柳元絵梨子                                                                              | 5月19日       |
| 第8話  | 死神の楽譜                     | 一ツ松だんご | 横山和基 | 横山和基 木村海偉   | 山吉香奈 田仲康二 兼村萌恵 匣崎由希 下条愛 山口綾加 松本幸恵 木下真梨子 古泉竜五 周婧 寧波麦冬映画 4tune Song Jinyeong Kim Myeongsim | 鈴木政彦 吉澤実布由 木村奈波 柳元絵梨子 松本幸恵 田仲康二 下条愛 匣崎由希 山吉香奈                                            | 5月26日       |
| 第9話  | 幽霊屋敷の噂                   | 一ツ松だんご | 熊野千尋 | 北林凜太郎 木村佳嗣 | 山道到威 野口智也 松井瑠生 池田歩 横山隆 安藤勘作                                                                                    | - | 6月2日        |
| 第10話 | ブラウニーのいたずらサロメの首 | 鏡ユキ       | 原博     | 布施康之            | Na Yumin Le Seongjae Kim Suho Song Jinyeong                                                                                          | 吉澤実布由 木村奈波 柳元絵梨子 田仲康二 下条愛 匣崎由希 山吉香奈 山口綾加 松本幸恵                                            | 6月9日        |
| 第11話 | 秋高く乙女頬張る               | 岡篤志       | 原恵一   | 羽迫凱              | 松本幸恵 下条愛 田仲康二 山吉香奈 山口綾加 古泉竜五 柳田幸平 木下真梨子 柳元絵梨子 松本幸恵 樊如军 王海龙 江永 樊如雷                | 鈴木政彦 吉澤実布由 木村奈波                                                                                                  | 6月16日       |
| 第12話 | 心霊探偵 栞奈                  | 岡篤志       | 熊野千尋 | 熊野千尋            | 田仲康二 三橋妙子 江影 金承旭 樊如军 王海龙 江永 樊如雷 grain                                                                        | 鈴木政彦 吉澤実布由 木村奈波 下条愛 山吉香奈 柳元絵梨子 古泉竜五                                                              | 6月23日       |

### 放送局
| 放送期間               | 放送時間                     | 放送局     | 対象地域   | 備考                                            |
| ---------------------- | ---------------------------- | ---------- | ---------- | ----------------------------------------------- |
| 2025年4月7日 - 6月23日 | 月曜 21:30 - 22:00           | AT-X       | 日本全域   | 製作参加 / CS放送 / 字幕放送 / リピート放送あり |
| 2025年4月8日 - 6月24日 | 火曜 1:30 - 2:00（月曜深夜） | テレビ東京 | 関東広域圏 |                                                 |
| 2025年4月9日 - 6月25日 | 水曜 0:30 - 0:59（火曜深夜） | BSテレ東   | 日本全域   | BS/BS4K放送                                     |

| 配信開始日    | 配信時間                   | 配信サイト |
| ------------- | -------------------------- | --- |
| 2025年4月8日  | 火曜 2:30（月曜深夜） 更新 | Lemino U-NEXT アニメタイムズ アニメ放題 |
| 2025年4月13日 | 日曜 2:30（土曜深夜） 更新 | ABEMA バンダイチャンネル dアニメストア DMM TV FOD Hulu J:COM STREAM 見放題 milplus Amazon Prime Video TELASA ニコニコチャンネル Rakuten TV ビデオマーケット |
|               | 日曜 23:00 - 23:30         | ニコニコ生放送 |

### BD / DVD
| 巻 | 発売日            | 収録話         | 規格品番   | 規格品番   |
| 巻 | 発売日            | 収録話         | BD         | DVD        |
| -- | ----------------- | -------------- | ---------- | ---------- |
| 上 | 2025年7月23日     | 第1話 - 第6話  | PCXP-51167 | PCBP-54691 |
| 下 | 2025年8月27日予定 | 第7話 - 第12話 | PCXP-51168 | PCBP-54692 |

| テレビ東京 火曜 1:30 - 2:00（月曜深夜）                                        | テレビ東京 火曜 1:30 - 2:00（月曜深夜）                                      | テレビ東京 火曜 1:30 - 2:00（月曜深夜）           |
| 前番組                                                                         | 番組名                                                                       | 次番組                                            |
| ------------------------------------------------------------------------------ | ---------------------------------------------------------------------------- | ------------------------------------------------- |
| 没落予定の貴族だけど、 暇だったから魔法を極めてみた （2025年1月7日 - 3月25日） | 中禅寺先生物怪講義録 先生が謎を解いてしまうから。 （2025年4月8日 - 6月23日） | ワンパンマン（第2期・再放送） （2025年7月8日 - ） |